# Веджимайт

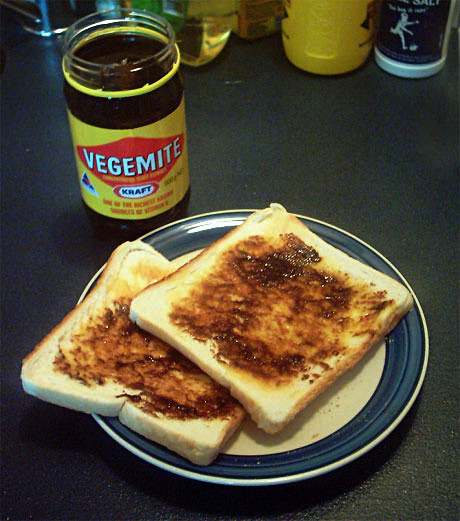
Vegemite и тосты с ним

Vegemite (произносится /ˈvedʒɪmaɪt/) — густая паста тёмно-коричневого цвета на основе дрожжевого экстракта, национальное блюдо Австралии. Vegemite используется главным образом в качестве пасты, которую намазывают на хлеб, сэндвичи и крекеры, а также для начинки типичных австралийских булочек Cheesymite scroll. Аналогами Vegemite являются британский Marmite и швейцарский Cenovis.
Vegemite изготавливают из остатков пивного сусла и различных вкусовых добавок. На вкус паста очень солёная, немного горьковатая, с дрожжевым послевкусием, чем она может несколько напоминать бульон из говядины. Консистенция однородная тягучая, похожа на арахисовое масло.

## История
Vegemite был создан в 1922 году молодым специалистом Сирилом Каллистером по поручению главы компании Fred Walker & Co Фреда Уолкера. В настоящий момент компания Fred Walker & Co принадлежит американскому концерну Kraft Foods. В январе 2017 года бренд Vegemite был приобретен австралийской компанией Bega Cheese.

## Слух о запрете на ввоз в США
В 2006 году австралийская газета Herald Sun опубликовала информацию о запрете на ввоз Vegemite в США и тотальном обыске всех австралийских туристов в поисках контрабандного Vegemite. Редакция газеты призывала читателей писать гневные отзывы на сайте тогдашнего президента США Джорджа Буша.
В связи со скандалом таможенная служба США и Управление по контролю качества продуктов и лекарств выступили с официальным опровержением информации. В основе истории, по всей видимости, лежал популярный анекдот об австралийце и американском таможеннике.